# Castello di Shuri
Il castello di Shuri (首里城?, Shurijō), sui ugusiku nella lingua di Okinawa, è un castello medievale situato nella città di Naha (nel sobborgo di Shuri), capitale e maggiore città dell'omonima isola e della Prefettura di Okinawa (Giappone). La struttura fu la residenza dei sovrani, quindi centro di governo, e la sede religiosa del regno delle Ryūkyū. Il complesso di edifici fortificati sorgeva sulle colline ad est del centro urbano, a circa 120-130 m slm, da cui domina il porto.
L'edificio principale è andato distrutto il 31 ottobre 2019 a causa di un incendio.

## Storia

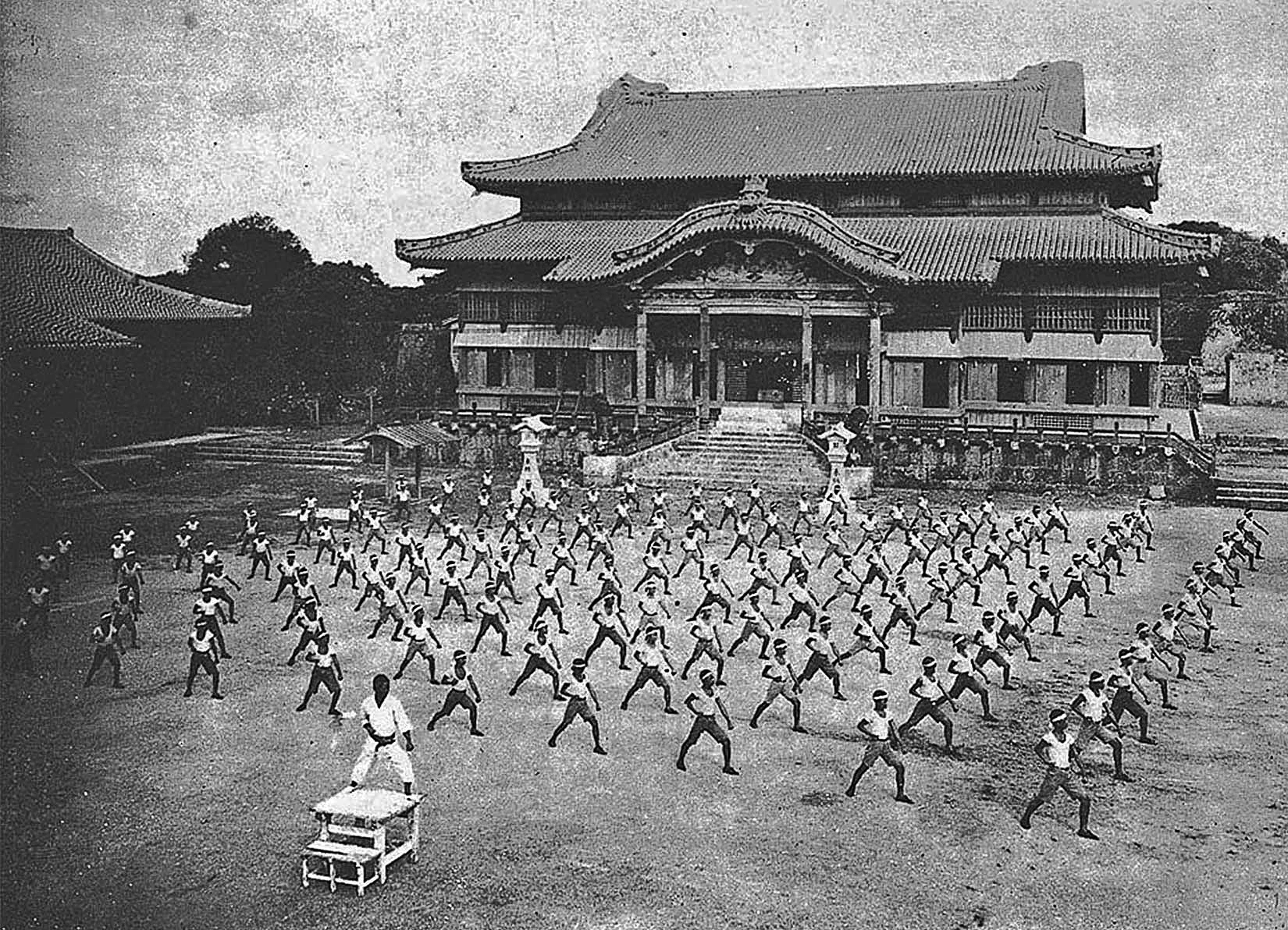
Addestramento di karate nel cortile del castello di Shuri, 1938.

La data esatta di costruzione del castello è sconosciuta, sebbene recenti scavi facciano risalire le rovine più antiche alla fine del XIV secolo. Si ritiene pertanto che il maniero sia stato in origine un gusuku (fortezza), completato prima del 1427, come peraltro testimoniato da una lapide celebrativa della creazione dei giardini esterni, custodita nel museo della Prefettura di Okinawa.
In base agli annali storici, il castello di Shuri fu distrutto dalle fiamme per quattro volte, compresa la battaglia di Okinawa dell'ultimo conflitto mondiale, e sempre ricostruito. Il primo incendio avvenne nel 1453, in seguito alla lotta tra fazioni per il trono dell'arcipelago (la cosiddetta rivolta di Shiro e Furi). Nel 1660 il castello fu raso al suolo dalle fiamme in maniera accidentale. La ricostruzione fu ritardata a causa di problemi economici. Per merito di Shō Shōken (Haneji Choshu), un nuovo castello fu realizzato dieci anni dopo. Nel 1709 il castello Shurijō fu distrutto da un incendio non doloso ed il suo recupero si protrasse sino al 1715.
In seguito all'annessione delle Ryūkyū da parte del Giappone, nel 1879, ed alla successiva creazione della Prefettura di Okinawa, il castello divenne sede di un distaccamento della guarnigione di Kumamoto e fu utilizzato come caserma. Successivamente ospitò le aule di una scuola elementare e di una scuola professionale femminile sino al 1945.
Nel 1923 la forte pressione fiscale spinse l'amministrazione di Naha a decidere la demolizione del castello, a causa delle pessime condizioni in cui versava. Un movimento guidato da Kamakura Yoshitaro e Ito Chuta salvarono la fortezza. Nel 1925 furono emanate delle speciali misure per la sua conservazione e nel 1929 fu dichiarato tesoro nazionale.
Durante la battaglia di Okinawa, il castello divenne il perno della difesa militare isolana, occupato dal quartier generale e da rifugi antiaerei della XXXIIª Armata dell'esercito giapponese, tanto che fu pesantemente ridotto in macerie dai bombardamenti americani.
Nel dopoguerra, il governo d'occupazione statunitense istituì l'Università delle Ryukyu sul sito originario del castello. Ciò rese difficoltoso il restauro totale di tutti gli edifici fortificati e si giunse pertanto alla sistemazione dell'ateneo presso un altro sito, con il conseguente recupero del monumento, che fu ultimato nel 1992.
Nel 2000 il castello Shurijō, insieme ad altri gusuku delle Ryukyu, è stato inserito nell'elenco dei patrimoni dell'umanità dell'UNESCO. Nel 2003 è stata inaugurata la monorotaia di Okinawa, l'unica ferrovia dell'intera prefettura, che collega l'aeroporto di Naha con il centro cittadino. Il capolinea si trova nelle immediate vicinanze del castello, alla stazione di Shuri.
Il 31 ottobre 2019 l'edificio principale del castello viene distrutto da un incendio.

## Struttura
Il castello Shurijō è composto da tre aree principali, separate in base alla funzione: l'area amministrativa era concentrata nel piazzale principale e negli edifici prospicienti (il Seiden, il complesso Nanden/Bandokoro, Hokuden, ecc.). I numerosi siti religiosi presenti intorno alla struttura, tra i quali spicca il Kyo-no-Uchi, davano corpo all'area religiosa. Infine gli appartamenti della famiglia reale, detti Ouchibara, costituivano l'area privata.
Tra gli elementi architettonici significativi insiti nel complesso di edifici, bisogna ricordare:

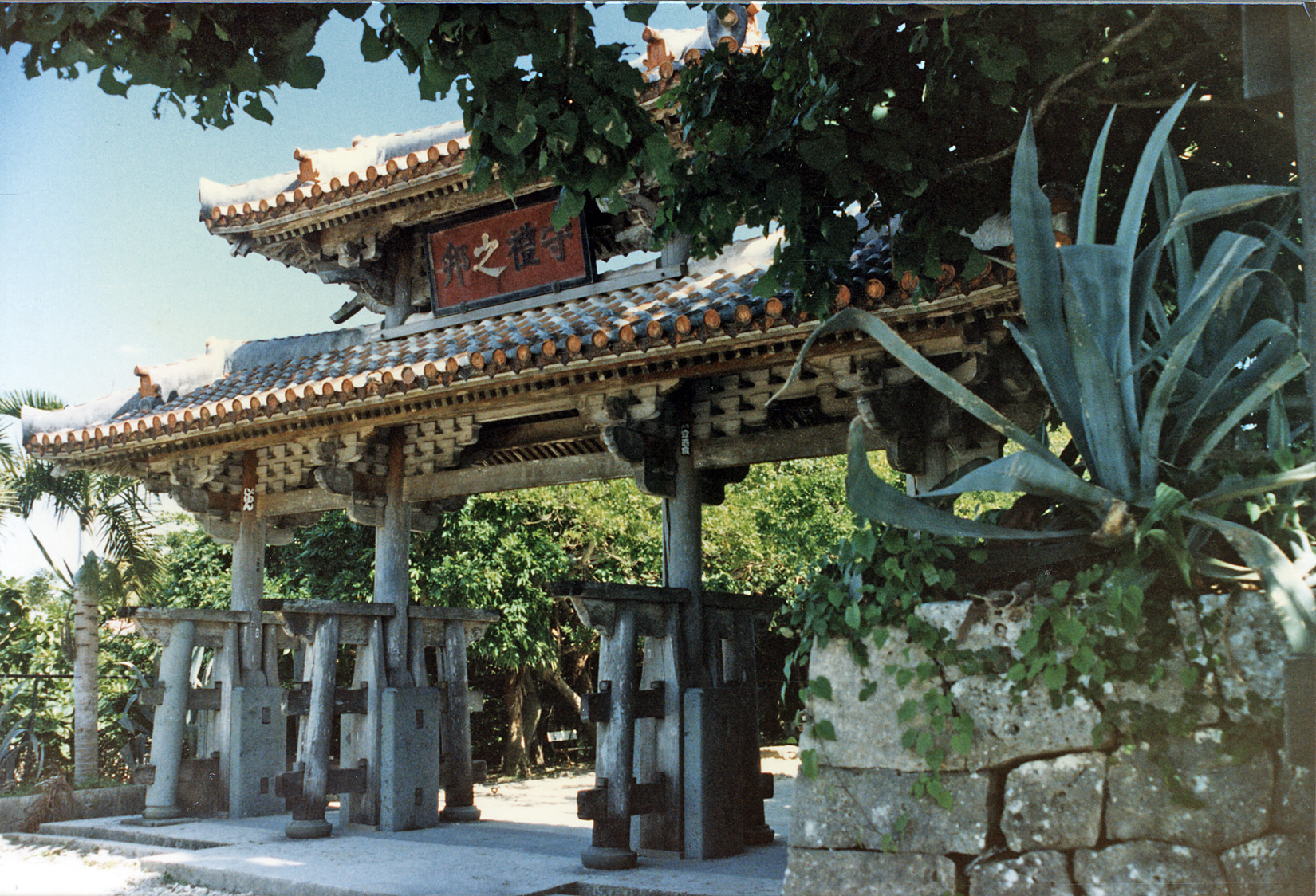
La porta Shureimon (1527-1555), recante l'iscrizione «Shurei-no-kuni», ossia "Il paese delle buone maniere".

- la porta Shureimon, costruita intorno al 1527-1555, recante l'iscrizione «Shurei-no-kuni», che significa "Il paese delle buone maniere". Nominata tesoro nazionale nel 1933, la porta fu distrutta nella battaglia di Okinawa e fu tra le prime strutture del castello ad essere restaurata (1958);
- la porta Zuisenmon, posizionata nelle mura interne del castello Shurijō, è detta anche Hikawa-ujo, ossia "porta della sorgente splendida e di buon auspicio", nome che deriva dall'acquedotto Ryuhi presente nelle immediate vicinanze. La porta, probabilmente eretta intorno al 1470, consiste in una torretta in legno, realizzata in corrispondenza di un'interruzione delle mura. Zuisenmon divenne tesoro nazionale nel 1933, ma venne distrutta nel corso della seconda guerra mondiale, per poi essere recuperata nel 1992;

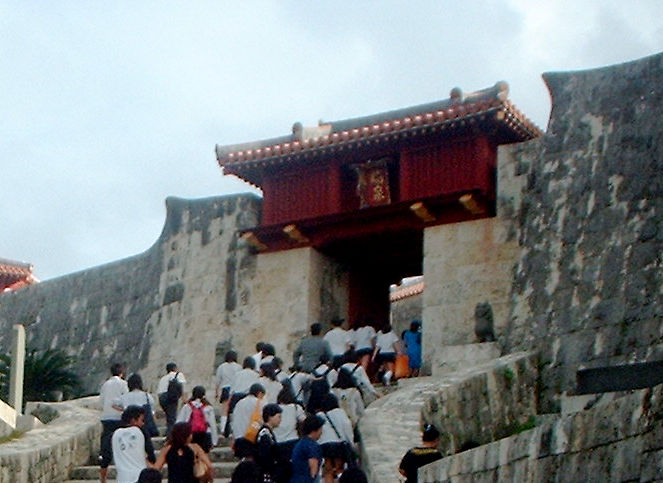
La porta Zuisenmon (1470 ca.), eretta sulle mura interne del castello. La sorgente, non visibile nella foto, è posta nell'ansa laterale in basso a destra.

- la porta Kankaimon, nota anche come Amae-ujo (nell'antica lingua delle Ryukyu, amae vuol dire gioioso), costituisce l'ingresso principale del castello, costruito durante il regno del sovrano Sho Shin (1477 – 1526). Il nome deriva dal fatto che questo era il luogo in cui si dava il benvenuto ai dignitari in visita al castello, in particolare agli inviati della cosiddetta investitura Sappushi, provenienti dalla corte imperiale cinese. Nominata tesoro nazionale nel 1933, la porta fu distrutta nel corso della battaglia di Okinawa e ricostruita nel 1974;
- la porta Roukokumon, denominata anche Kagoise-ujo, letteralmente "porta di salita delle portantine", era la via di accesso per gli alti funzionari autorizzati all'uso di tale mezzo, che dovevano entrare da qui in segno di rispetto al re. Il nome Roukokumon deriva dall'orologio ad acqua, danneggiato dalla guerra ed oggi restaurato, presente sulla torretta;

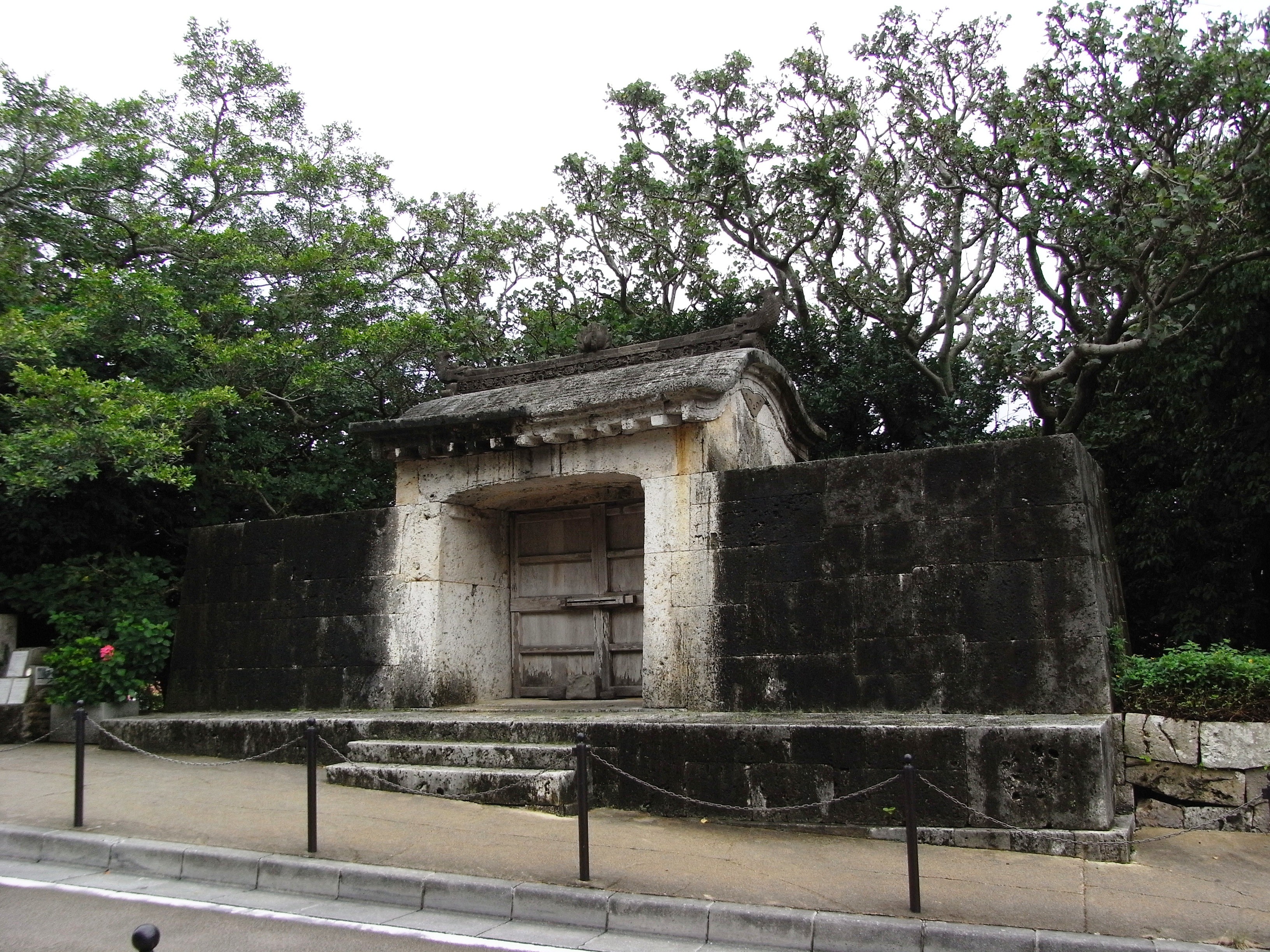
Sonohyan Utaki ishi-mon: la porta di pietra ed il gruppo di alberi posti vicino alla porta Shureimon erano detti Utaki o tempio. Il re, quando lasciava il castello, vi si soffermava per pregare sul buon esito del suo viaggio.

- l'acquedotto Ryuhi, che erogava acqua fresca e cristallina, noto anche coi nomi onorifici di Shiyori Oyakigawa e Gusuku Oyakigawa. Durante il regno delle Ryukyu, l'acqua di fonte veniva portata agli alloggi nel Tenshikan, alla mattina ed alla sera, per gli inviati imperiali cinesi. Da qui, l'acqua defluiva attraverso la condotta della porta Kyukeimon. La sorgente era importante anche per la famiglia reale;
- la porta Koufukumon è situata in un edificio con il tetto spiovente su ogni lato dello stesso. L'anno di costruzione della porta è ignoto. L'ala est dell'edificio ospitava l'Okumiza, l'ufficio deputato ad intervenire nelle dispute tra le famiglie nobili. L'ala ovest invece era la sede del Jishaza, il magistrato incaricato di sovrintendere ai luoghi di culto;
- la porta Kobikimon, all'epoca del regno Ryukyu, veniva utilizzata per il transito dei materiali necessari ai lavori di costruzione e riparazione degli edifici del castello. Nei periodi in cui non si procedeva a tali lavori, la porta veniva bloccata con delle pietre;
- Keizuza / Youmotsuza. Il primo era l'ufficio governativo competente nella genealogia delle famiglie nobili. Il secondo si occupava dei beni e dei materiali in uso all'interno del castello;
- la meridiana, posta vicino al Roukokumon. In passato serviva ad integrare l'orologio ad acqua;
- la porta Houshinmon, nota anche come Kimihokori-ujo, fronteggia il Seiden, da cui è separata dal piazzale Una. Sebbene l'epoca di costruzione dell'edificio sia ignota, le balaustre in pietra furono terminate nel 1562. La porta è larga circa 36 m, alta 7,2 m ed il suo tetto centrale è più alto dei cornicioni laterali. L'ala sinistra, a nord, ospitava il Naden, la stanza in cui si effettuava il resoconto delle medicine, tè e tabacco. Nell'ala destra, a sud, vi era il Kimihokori, la stanza riservata alla cerimonie che si svolgevano nel castello;
- Suimui-utaki, un luogo sacro, sito di fronte alle mura del castello. Secondo la mitologia delle isole Ryukyu, tale luogo fu creato dalle mani degli dei;
- la porta Uekimon (detta anche Yosoechi-no-ujou), collocata in cima ad un pendio lastricato, ad est della porta Kyukeimon. Fu realizzata ponendo una trave sulle mura del castello, sulla quale fu costruita la torretta a due piani con l'ingresso, che era utilizzato come entrata di servizio all'Ouchibara;
- la porta Kyukeimon (detta anche Hokoriujo; hokori significa "dilettevole orgoglio"), sita sul lato nord delle mura esterne del castello. Era un ingresso utilizzato in prevalenza dalle donne. Si pensa sia stata realizzata durante il regno del re Sho Shin. La porta si compone di una torretta in legno, munita di un tetto di tegole. La struttura è abbastanza simile a quella della Kankaimon, ma vi si accede mediante una scala abbastanza unica nello stile;

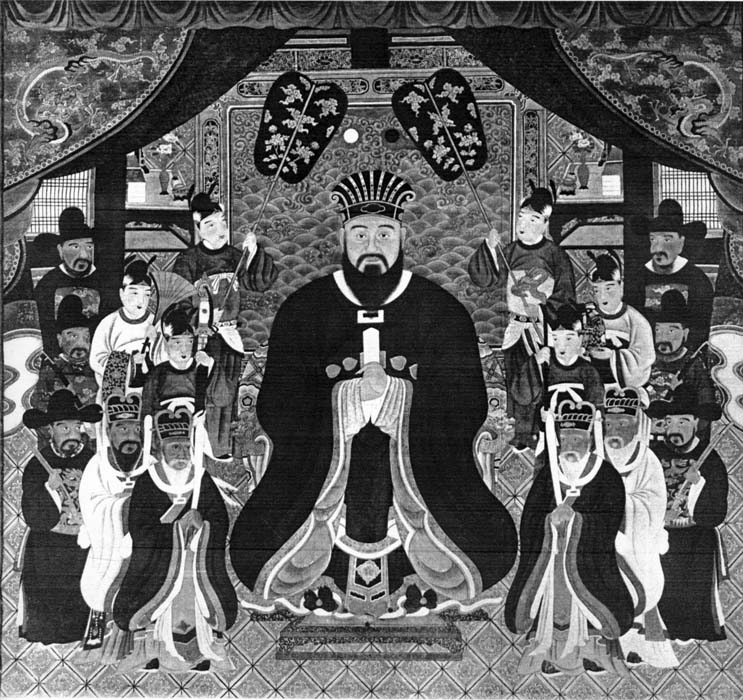
Il sovrano Sho Shin (1465-1526) in un dipinto di 向元湖 (Sho Genko, 1748-1841) del 1796.

- la porta Keisemon, che rappresenta il terzo ingresso nelle mura esterne del castello, dietro il Seiden. È chiamata anche Akata-ujo. Veniva utilizzata quotidianamente come entrata di servizio. Quando il principe ereditario ascendeva al trono in seguito alla morte del sovrano, utilizzava la Keisemon per entrare nel castello ed essere incoronato. Da ciò deriva il nome della stessa: "porta della successione". La porta è stata restaurata nel [1998]
- Una, il piazzale racchiuso da Seiden, Nanden, Bandokoro, Hokuden ed Houshinmon. Era lo spiazzo principale ove si svolgevano le principali cerimonie ed investiture del regno. La struttura è sostanzialmente identica al palazzo della Città Proibita di Pechino; ciò evidenzia gli stretti legami che intercorrevano tra le Ryukyu e la Cina. Il corridoio centrale tra Houshinmon e Seiden è chiamato Ukimichi ed era considerato un camminamento sacro. Le piastrelle marroni poste in parallelo su ambo i lati del corridoio Ukimichi, servivano ai dignitari per l'allineamento e per l'allestimento dell'apparato cerimoniale
- Nanden e Bandokoro, edifici posizionati alla destra del palazzo principale (Seiden). Sono collegati tra loro da un corridoio. Bandokoro è una struttura ad un piano, mentre Nanden ne ha due. Entrambi furono costruiti in età Tenkei (1621-1627), dopo l'invasione delle armate giapponesi del clan Shimazu (1609). Gli edifici furono realizzati in legno e mai dipinti. Nel Bandokoro venivano ricevuti i visitatori del castello, mentre Nanden fu utilizzato per lo svolgimento di cerimonie annuali e per ricevere gli ospiti del clan Satsuma.

### Seiden
Il palazzo principale, Seiden, detto anche palazzo di stato e Momourasoe Udun, era la seconda struttura in legno per dimensioni nel regno delle Ryukyu. Simboleggiava la sovranità regale su ogni angolo del paese.
Il palazzo principale, a tre piani, con il tetto a doppio strato, decorato con colonne a forma di drago, rappresenta una peculiarità dell'architettura delle Ryukyu, che non ha eguali in Cina ed in Giappone. Il tetto, in particolare, ricorda quello del Gran Palazzo della Pace presso il palazzo imperiale di Pechino e quello del palazzo Gyeongbok di Seul, rappresentando un'austera versione di edificio in stile cinese. Il drago, simbolo del re, appariva spesso nelle opere e negli edifici in qualità di nume tutelare del paese. Il Seiden, secondo i documenti storici, bruciò e fu ricostruito quattro volte. Il palazzo era decorato con draghi in pietra cesellati e con sculture in legno. L'attuale versione è una riproduzione di quella eretta nel 1712, che sopravvisse fino alla seconda guerra mondiale.

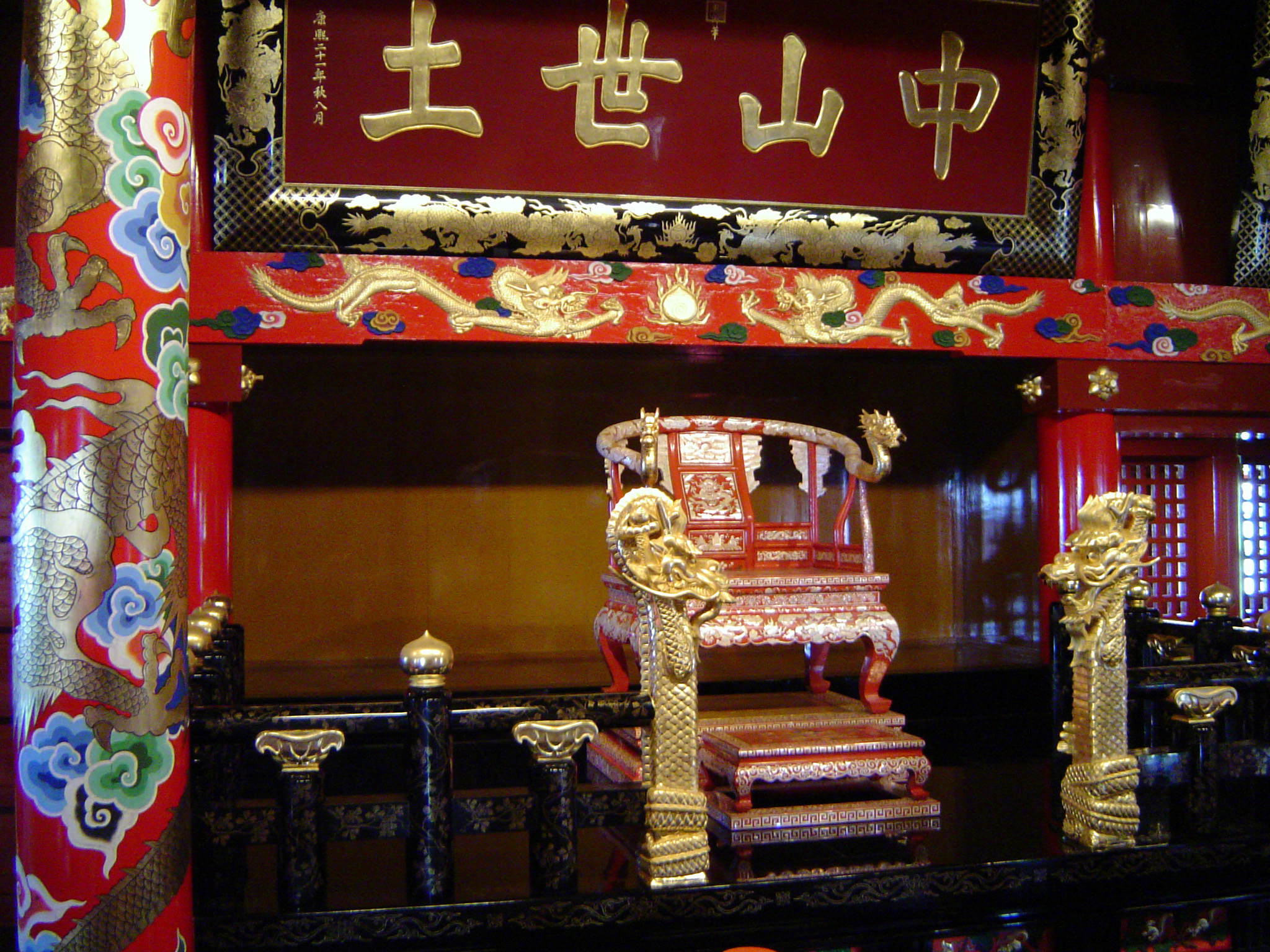
Usasuka, lo scranno reale, al secondo piano del Seiden

Al primo piano del palazzo, chiamato Shichagui, si svolgevano importanti cerimonie e conferenze del re e dei funzionari più anziani. In esso si trovavano l'Usasuka (lo scranno reale), l'Hirausasuka (delle piattaforme per i figli e i nipoti del sovrano) e l'Ochokui (la scala posta dietro il trono, nascosta da una parete scorrevole, utilizzata esclusivamente dal monarca).
Al secondo piano, che era detto Ufugui, si svolgevano delle cerimonie reali. Il piano conteneva l'Usasuka, il trono regale, che richiamava per fattezze lo Shamidan, ossia il piedistallo su cui è posizionata la statua di Buddha nei templi Zen. Il soffitto alto serviva a conferire al luogo un'atmosfera austera. Sempre nel secondo piano si trovava il Karahafu, una stanzetta di fronte al trono, che si apriva sul piazzale principale (Una). Da qui, il primo giorno dell'anno, il re passava in rassegna i funzionari governativi allineati nel cortile.

### Hokuden
L'Hokuden, cioè il palazzo nord, in origine chiamato Nishi-no-udun ovvero Giseiden, fu costruito intorno al 1506-1521. Fu distrutto con gran parte del castello a causa di un incendio nel 1709 e ricostruito nel 1712. Il palazzo fungeva da struttura amministrativa per il governo del paese: qui i ministri (Omote Jugonin-Shu) e funzionari (Hissha e Satunushi) svolgevano le proprie attività. L'Hokuden serviva inoltre per ricevere gli inviati cinesi arrivati per presenziare alla cerimonia dell'investitura. Il regno era divenuto vassallo della Cina, ed il sovrano veniva incoronato in nome dell'imperatore cinese. Gli inviati cinesi compivano due cerimonie: il rituale del passaggio (Yusai), in cui veniva reso omaggio al defunto re, e la cerimonia dell'investitura, in cui il nuovo re veniva incoronato. I dignitari cinesi giungevano su un vascello detto ukansin oppure houshu, che vuol dire “nave che porta la corona”. Nella cerimonia infatti era d'uso regalare una corona adornata con oro e gioielli. Il nuovo re inviava delegati e regali all'imperatore cinese per esprimergli lealtà. In questo edificio fu ricevuto il commodoro Perry, quando visitò il castello.

### Ouchibara
Ouchibara erano gli appartamenti privati del castello Shurijo, ove il re e la sua famiglia vivevano. In questo luogo le antiche usanze e le tradizioni erano strettamente osservate da un'organizzazione composta da personale femminile, dipendente dalla regina. Soltanto il re e pochi privilegiati potevano accedere qui. I trasgressori erano puniti con l'esilio ed alla stessa sorte erano condannate le guardie che non avevano vigilato.

#### Kugani-udun
Kugani-udun erano gli appartamenti privati del re, di sua madre e della regina. Era l'edificio centrale nell'area dell'Ouchibara, collegato al Seiden ed al Nike-udun. L'edificio a due piani, aveva un tetto in tegole. Al primo piano vi era la porta Saekimon e i corridoi, al secondo le stanze principali. Secondo i documenti storici, vi era una stanza chiamata Suzuhiki-no-ma ("stanza della campana che suona"), posta tra il Kugani-udun ed il Kinju-tsumesho (posto della servitù), dove vi era una corda collegata ad una campana, la quale veniva suonata quando veniva chiesta udienza al re.

#### Yuinchi, Yosoe-udun, Yohokoriden
Yuinchi era il luogo dove veniva preparato quotidianamente il cibo per il sovrano e la sua famiglia. L'edificio, stretto e lungo, era collegato al Kugani-udun.
Yosoe-udun era l'edificio che sovrintendeva all'intera area Ouchibara ed era inoltre la residenza della consorte del re. Si trovava dietro il Seiden e comunicava tramite un corridoio al Yuinchi ed al Yohokoriden. Quest'ultimo era il luogo ove si svolgeva la cerimonia di insediamento del nuovo sovrano. Secondo le usanze, il principe ereditario entrava nel castello attraverso la porta Keisemon, oltrepassava la Bifukomon e quindi giungeva all'edificio. Nello Yohokoriden vi erano inoltre gli appartamenti delle principesse ancora nubili.

#### Shinbyouden
L'edificio si trova al lato est dei giardini interni del castello ed era considerato il più sacro di tutta l'area. Circondato da barriere di pietra, la struttura fungeva da camera ardente per il corpo del defunto sovrano. Un fitto boschetto tutto intorno allo Shinbyouden, filtrava la luce nelle ore diurne.

#### Nike-udun
Noto anche come Usume-udun, il Nike-udun in origine era la residenza del monarca. Costruito nel 1765, fu in seguito allargato verso sud nel 1874. L'edificio sorge su un declivio, è composto da due piani ed ha un tetto in tegole. Il primo piano ospitava i magazzini ed il personale femminile, mentre al piano superiore si trovavano le stanze principali.

### Altri edifici
Altri edifici erano presenti all'interno del castello Shurijo, sebbene non si abbiano dettagliate informazioni su di essi (Sashikiden, Odaijo, Ryouriza, Zenigura, ecc.)

## La cerimonia dell'investitura

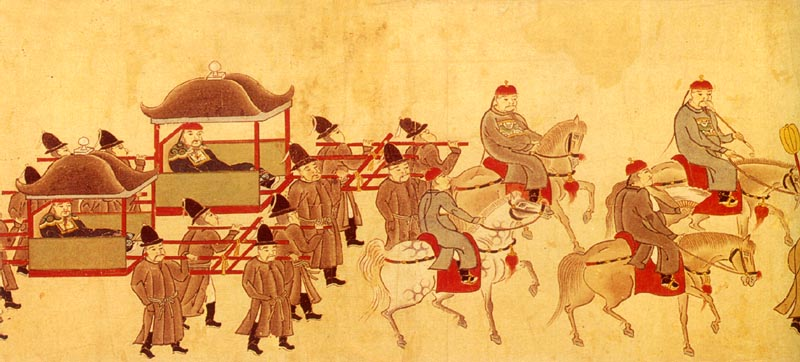
Parte di un dipinto raffigurante gli inviati dell'impero cinese per la cerimonia dell'investitura.

I contatti tra le isole Ryukyu e la Cina iniziarono nel 1372 e si protrassero per 5 secoli fino al 1879, quando fu istituita la Prefettura di Okinawa. Quando stava per insediarsi un nuovo re, l'imperatore cinese inviava dei funzionari, i quali partecipavano alla cerimonia di investitura presso il castello Shurijo. In questo modo il regno delle Ryukyu rinsaldava il legame con la Cina, sia sotto l'aspetto commerciale che culturale. Tale usanza conferiva al sovrano delle isole una sorta di riconoscimento internazionale tra i paesi dell'Estremo Oriente.
La delegazione cinese prevedeva circa 500 persone, guidate da un capo e da un rappresentante, entrambi scelti dall'imperatore cinese tra i funzionari più anziani. Gli inviati lasciavano Pechino e raggiungevano via terra Fuzhou, nella provincia del Fujian, da dove salpavano per le isole Ryukyu. Il viaggio per mare avveniva su dei vascelli detti Ukanshin ("navi della corona"). Tra i primi doveri della delegazione cinese vi era quello di presiedere ad una funzione religiosa (Yusai) in memoria del defunto re. Nel tempio Sogenji venivano pronunciate parole di cordoglio da parte dell'imperatore cinese. Nel cortile Una del castello si svolgeva poi la cerimonia di investitura. In tal frangente venivano posizionate due piattaforme, dette Kettei (riservata ai funzionari dell'imperatore) e Sendokudai, rispettivamente davanti al Seiden ed al Nanden. Il funzionario imperiale recitava la formula di nomina del nuovo re delle Ryukyu e questi si inchinava profondamente al suo cospetto.
In seguito, dentro il castello, si teneva il "banchetto dell'investitura", a cui poi si accodava un "banchetto di metà autunno", accompagnato da canti e balli che si tenevano su una piattaforma temporanea davanti al palazzo nord (Hokuden), da dove assistevano gli inviati imperiali. Il 9 settembre del calendario lunare, veniva organizzato presso il lago Ryutan e nel castello il "banchetto Choyo", nel corso del quale si svolgevano una gara di barche e delle esibizioni musicali, sempre in presenza della delegazione cinese. Venivano quindi organizzati in successione due banchetti di commiato presso il castello, davanti all'Hokuden, ed infine un banchetto nel Tenshikan, in cui il re donava alla delegazione cinese un ventaglio d'oro, segno di buon auspicio per il rientro.